# Gloria Morgan Vanderbilt
Pour les articles homonymes, voir Vanderbilt.
Gloria Morgan Vanderbilt, née Maria Mercedes Morgan le 23 août 1904 à Lucerne, en Suisse, et morte le 13 février 1965 à Los Angeles, aux États-Unis, est une personnalité de la jet-set et une femme de lettres américaine. Sœur jumelle de Thelma Furness et mère de Gloria Vanderbilt, elle est surtout connu pour le procès qui l'a opposée, dans les années 1930, à sa belle-famille pour la garde de sa fille.

## Famille
Gloria Morgan Vanderbilt est la fille du diplomate américain Harry Hays Morgan Sr. (1860-1933) et de son épouse Laura Delphine Kilpatrick (1877-1956). Par son père, elle est la petite-fille du juge et diplomate Philip H. Morgan (en)  (1836-1881).
Gloria Morgan Vanderbilt a une sœur jumelle, Thelma Furness (1904-1970) ainsi qu'une autre sœur, Laura Consuelo Morgan (1901-1979), et un frère Harry Hays Morgan Jr. (en) (1898-1983). Elle a également deux demi-sœurs : Constance Morgan (1887-1892) et Gladys Morgan (1889-1958).
Le 6 mars 1923, elle épouse, à New York, le millionnaire Reginald Claypoole Vanderbilt (1880-1925), avec lequel elle a une fille, Gloria Vanderbilt (1924-2019).

## Dans la culture populaire

### Représentation littéraire
En 1978, l'écrivain Philip Van Rensselaer écrit un livre sur Gloria Morgan Vanderbilt intitulé That Vanderbilt Woman.

### À la télévision
Le rôle de Gloria Morgan Vanderbilt est interprété par l'actrice Lucy Gutteridge dans la mini-série Little Gloria... Happy at Last (1982).

## Publications
- Gloria Morgan Vanderbilt et Palma Wayne, Without Prejudice, E. P. Dutton, 1936.
- Gloria Morgan Vanderbilt et Thelma, Lady Furness, Double Exposure: A Twin Autobiography, D McKay, 1958.